# Maximilian Brandl (Eishockeyspieler)
Maximilian Brandl (* 13. Februar 1988 in Landshut) ist ein ehemaliger deutscher Eishockeyspieler, der seit 2024 dem Management des EV Landshut angehört. Sein Bruder Thomas ist ebenfalls Eishockeyspieler.

## Karriere
Maximilian Brandl begann seine Karriere als Eishockeyspieler beim EV Landshut in der Deutschen Nachwuchsliga. Gegen Ende der Saison 2004/05 debütierte der Angreifer in der 2. Bundesliga für die Landshut Cannibals und blieb in zwei Spielen punkt- und straflos. Auch die nächsten beiden Jahre gehörte Brandl dem Bundesliga-Kader des Teams aus seiner Heimatstadt an. In seiner ersten kompletten Profisaison erzielte er 14 Scorerpunkte, darunter neun Tore, in 45 Spielen. Anschließend gelangen dem Linksschützen in der Saison 2006/07 in 43 Spielen 19 Scorerpunkte, darunter fünf Tore. In derselben Spielzeit gab er für die Augsburger Panther sein Debüt in der Deutschen Eishockey Liga. Dies blieb jedoch Brandls einziger Einsatz für die Panther in dieser Spielzeit.
Während Saison 2007/08 stand der Stürmer bei den Prince Albert Raiders, die ihn beim CHL Import Draft 2007 in der zweiten Runde als insgesamt 64. Spieler gezogen hatten, aus der kanadischen Juniorenliga WHL unter Vertrag. Nach einem Jahr kehrte er im Sommer 2008 nach Deutschland zurück und wurde vom ERC Ingolstadt aus der DEL verpflichtet. Brandl spielte sowohl für die Ingolstädter, als auch mit einer Förderlizenz für seinen Ex-Club, den Zweitligisten Landshut Cannibals. Im Januar 2009 verließ er das Team jedoch wieder und wechselte zu den Portland Winter Hawks in die Western Hockey League, da er sich dort mehr Eiszeit erhoffte. Anfang Mai 2009 unterschrieb der Center einen Vertrag bei den Hamburg Freezers, für die er in der Saison 2009/10 aufs Eis ging. Im Juli 2010 wechselte er zu seinem Heimatverein, den Landshut Cannibals, zurück. Mit den Cannibals gewann er 2012 die Meisterschaft der 2. Bundesliga. In Landshut studierte Brandl parallel zum Eishockeysport Wirtschaftsingenieurwesen.
Im Mai 2014 entschloss er sich zu einem Wechsel zum EV Ravensburg. Nach drei Jahren in Ravensburg, in denen er über 170 DEL2-Partien für die Towerstars absolvierte, verließ er 2017 den Klub und wurde vom Ligakonkurrenten EC Bad Nauheim verpflichtet. Im Dezember 2017 brach sich Brandl einen Knöchel und fiel für den Rest der Saison aus. Trotzdem erhielt er einen neuen Vertrag für die Saison 2018/19 und wurde zum Mannschaftskapitän des ECBN bestimmt. Im Mai 2019 verließ er den Klub aus der hessischen Kurstadt und kehrte zu seinem Heimatverein zurück, bei dem er einen Zweijahresvertrag erhielt. Nach Ablauf dieses Vertrages wechselte er zur Saison 2021/22 zu den Starbulls Rosenheim, ehe er seine Karriere im Anschluss an die Saison 2022/23 beim EC Bad Tölz beendete. Nach seinem Karriereende stieg Brandl im Januar 2024 ins Management des EV Landshut ein.

### International
Im Nachwuchsbereich spielte Brandl für Deutschland bei den U18-Weltmeisterschaften 2005 und 2006 in der Top-Division. Mit der U20-Auswahl nahm er an der Weltmeisterschaft 2008 teil, als der Aufstieg aus der Division I in die Top-Division gelang. Im Seniorenbereich wurde er nicht für internationale Einsätze berücksichtigt.

## Erfolge und Auszeichnungen
- 2008 Aufstieg in die Top-Division bei der U20-Weltmeisterschaft der Division I, Gruppe A
- 2012 Meister der 2. Bundesliga mit den Landshut Cannibals

## Karrierestatistik

### Klub-Wettbewerbe
(Legende zur Spielerstatistik: Sp oder GP = absolvierte Spiele; T oder G = erzielte Tore; V oder A = erzielte Assists; Pkt oder Pts = erzielte Scorerpunkte; SM oder PIM = erhaltene Strafminuten; +/− = Plus/Minus-Bilanz; PP = erzielte Überzahltore; SH = erzielte Unterzahltore; GW = erzielte Siegtore; 1 Play-downs/Relegation; Kursiv: Statistik nicht vollständig)

### International
Vertrat Deutschland bei:
- U18-Junioren-Weltmeisterschaft 2005
- World U-17 Hockey Challenge 2005
- U18-Junioren-Weltmeisterschaft 2006
- U20-Junioren-Weltmeisterschaft 2010
- U20-Junioren-Weltmeisterschaft der Division I 2008

(Legende zur Spielerstatistik: Sp oder GP = absolvierte Spiele; T oder G = erzielte Tore; V oder A = erzielte Assists; Pkt oder Pts = erzielte Scorerpunkte; SM oder PIM = erhaltene Strafminuten; +/− = Plus/Minus-Bilanz; PP = erzielte Überzahltore; SH = erzielte Unterzahltore; GW = erzielte Siegtore; 1 Play-downs/Relegation; Kursiv: Statistik nicht vollständig)